# Choanephora
Choanephora är ett släkte av svampar. Choanephora ingår i familjen Choanephoraceae, ordningen Mucorales, divisionen oksvampar och riket svampar.
|             | Gilbertella                                                                              |
|             |                                                                                          |
| Choanephora | \| \| Choanephora infundibulifera \| \| \| \| \| \| Choanephora cucurbitarum \| \| \| \| |
|             | \| \| Choanephora infundibulifera \| \| \| \| \| \| Choanephora cucurbitarum \| \| \| \| |
|             | Blakeslea                                                                                |
|             |                                                                                          |
|             | Poitrasia                                                                                |
|             |                                                                                          |
|             | Choanephora infundibulifera                                                              |
|             |                                                                                          |
|             | Choanephora cucurbitarum                                                                 |
|             |                                                                                          |

|  | Choanephora infundibulifera |
|  |                             |
|  | Choanephora cucurbitarum    |
|  |                             |

## Bildgalleri

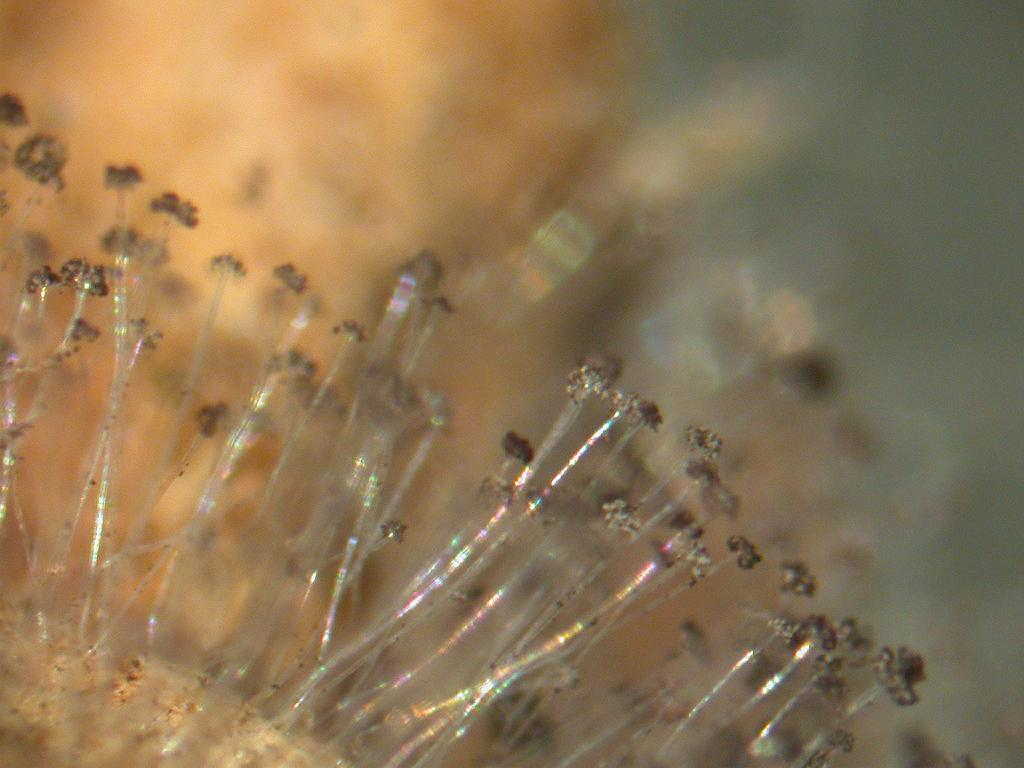
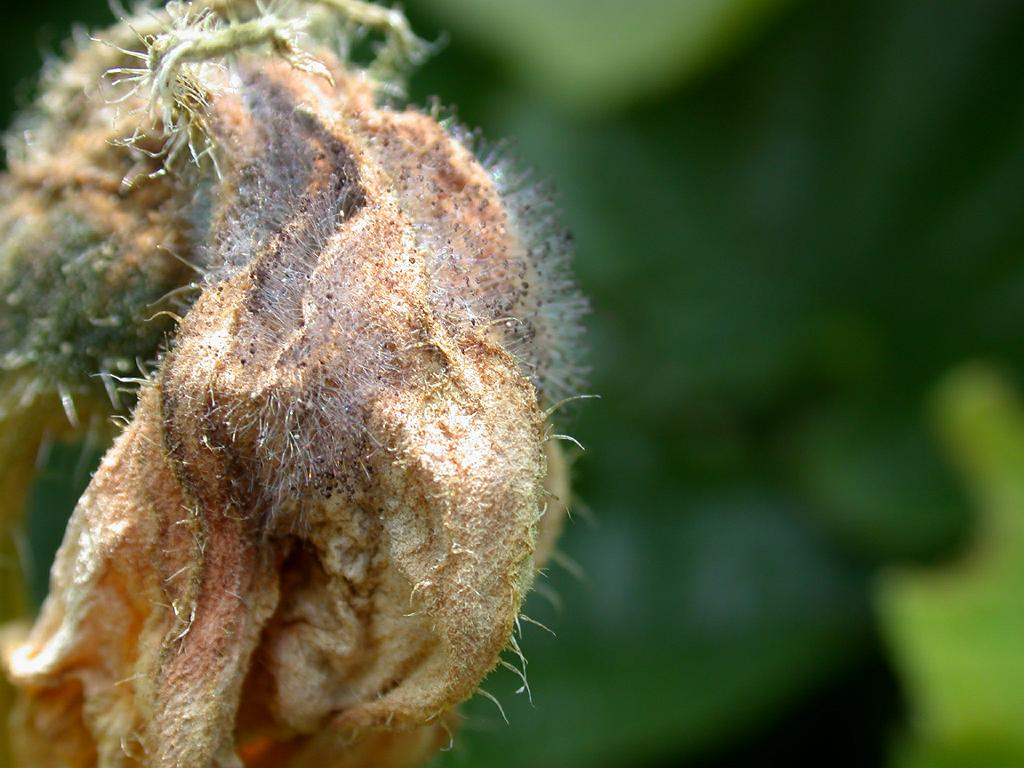
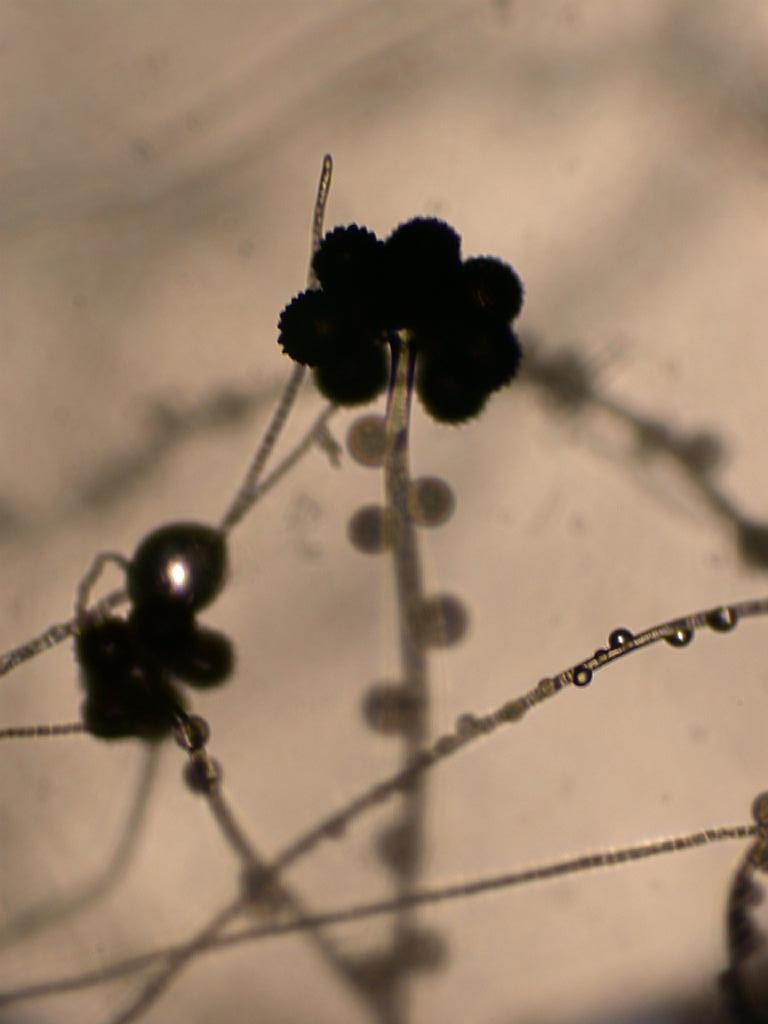
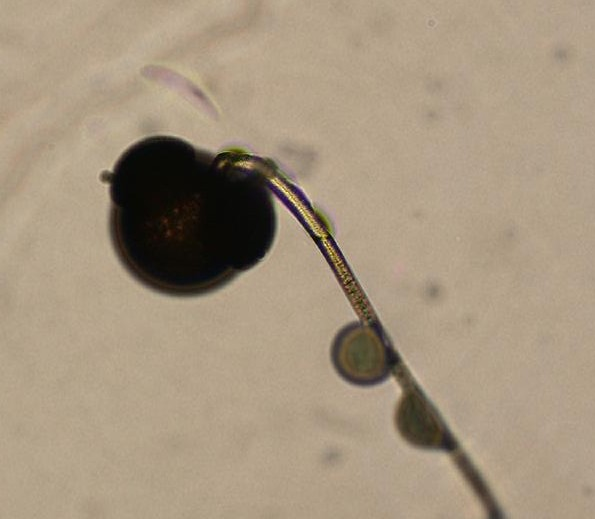